# Abraham Minero
Abraham Minero Fernández (Granollers, 22 februari 1986) - alias Abraham - is een Spaans voetballer die bij voorkeur als verdediger speelt. Hij verruilde in juni 2011 FC Barcelona B voor Real Zaragoza. Dat verhuurde hem gedurende het seizoen 2014-2015 aan SD Eibar.

## Carrière
Abraham stroomde in 2004 door vanuit de jeugd van EC Granollers. Vervolgens speelde hij voor UE Figueres, Peralada CF, CD Blanes en UE Sant Andreu. Met laatstgenoemde club werd hij in het seizoen 2009/2010 kampioen van de derde groep van de Segunda División A en haalde hij de laatste ronde van de play-offs voor promotie naar de Segunda División A. In augustus 2010 werd Abraham gecontracteerd door FC Barcelona, waar hij voor het tweede elftal ging spelen, destijds actief in de Segunda División A actief was. Na één seizoen vertrok hij weer, naar Real Zaragoza.